# حارة معاذ بن جبل (الصافية)

تعديل مصدري - تعديل

حارة معاذ بن جبل هي إحدى حارات حي الصافية بمديرية الصافية إحد مديريات العاصمة اليمنية صنعاء، بلغ تعداد سكانها 6369 نسمة حسب تعداد اليمن لعام 2004.